# ماتسوکی ۸۶۹۳
سیارک ۸۶۹۳ (به انگلیسی: 8693 Matsuki، نامگذاری:1992WH1) هشت هزار و ششصد و نود و سومین سیارک کشف شده‌است که در ۱۶ نوامبر ۱۹۹۲ کشف شد.
قدر مطلق سیارک برابر ۳۷.۱ است.